# Lieders
Lieders és un article escrit per Rosalía de Castro i publicat per primera vegada a l'Album del Miño a Vigo el 1858. És considerat el primer manifest feminista publicat a Galícia. Rosalía escriu aquesta breu prosa lírica als vint anys i en el mateix any que s'ha de casar amb Murguía, per aquest motiu Barreiro ho interpreta com una espècie de contracte matrimonial públic en què li deixa clar al seu futur marit la seva condició de dona insubmisa. Però, sobretot, és una declaració de llibertat com a creadora i, per tant, una proclamació de la seva condició d'escriptora.

## Títol
La tria de Lieders indica una reivindicació del cant i de les formes poètiques populars, i alhora, una atenció cap a l'obra dels romàntics alemanys i en especial a Heine. Els lieder són cançons compostes en estreta relació amb el poema que els serveix de lletra. Pel seu vincle amb la cultura popular i amb la música, que és l'idioma de l'esperit, va tenir un fort èxit dins el Romanticisme. Però què es proposa Rosalía al titular així el text? El títol escollit desconcerta perquè a continuació ens trobem amb un text que no es tracta de cap cançó ni de cap poesia, això podria estar relacionat amb la rebel·lió contra totes les normes de l'art que declara tot just en la primera línea. El títol al·ludeix a un repertori líric creant un horitzó d'espectatives en el lector que després sorprendrà amb un text radicalment crític i subversiu. Es pot considerar que és una captatio benevolentiae en si mateixa i alhora enllaça amb la captatio benevolentiae que conformen les primeres línies.

## Temes
El text comença amb una exclamació: “Oh, no quiero ceñirme a la reglas del arte!”. Aquesta rebeldia enfront de qualsevol norma en el terreny artístic desemboca en una denúncia de la situació de les dones a través del cant de llibertat i independència, que repeteix insistentment, enfront d'un confinament en un esclavisme que ella no acata: “porque el patrimonio de la mujer son los grillos de la esclavitud”. El tema de l'esclavisme femení apareix en aquest text per primera vegada i es desenvoluparà més tard com un tema especial, amb més o menys protagonisme, en totes les seves novel·les (Lama, 2017: 235-236).
Es distingeixen dos temes: la defensa de la llibertat artística, que deriva en una proclamació general de llibertat, i la defensa de les dones enfront de la pressió social que les culpabilitza. Hi dedica dos fragments a cadascuna d'aquestes qüestions i deixa clar que van molt unides. En els dos últims paràgrafs se centra en la situació de les dones i aprofundeix en les trampes de les relacions sexuals i sentimentals denunciant la manipulació psicològica de les dones pels homes i per les normes d'una societat patriarcal que les culpa i les condemna per faltes que no són seves. Segons Catherine Davies (1987: 120), l'escriptora es revela enfront una societat dominada pels homes i denuncia l'ús del sexe com a instrument de degradació. Acusa els homes de demanar a les dones una entrega sexual que després utilitzen per acusar-les d'impures i per menysprear-les. L'últim fragment del text desenvolupa el patiment psicològic que experimenten les dones que han de lluitar contra dolors punyents que els provoca el fet de tenir remordiments. Aquests remordiments suposen una debilitat per a la dona, ja que no tenen un motiu i són provocats per comportaments totalment legítims, per molt que la societat els condemni per tal de tenir el control sobre les dones (Lama, 2017: 238).

## Trets romàntics
L'escriptora romàntica es complau a analitzar i presentar els seus estats d'ànim, el jo líric és el centre de tot i els elements més importants de l'individu són el cor i l'ànima que és on rau el pensament i les passions. La llibertat, l'emancipació de l'individu o independència i la rebel·lió contra el poder són elements força comuns en la literatura romàntica. Castro utilitza tòpics clarament romàntics per exemplificar metafòricament la llibertat que professa: els ocells, l'oratge, els àrabs al desert i el pirata al mar.

## Precursors i coetanis
A Galícia sorgeixen els principals defensors de la dona. Al segle xv amb Xoán Rodríguez de Padrón i el seu El triunfo de las donas, on mostra la superioritat de les dones per cinquanta raons. Més tard, al segle xviii, és Benito Jerónimo Feijoo amb Defensa de las mujeres qui equipara les qualitats masculines i femenines i pretén demostrar que si les dones no han destacat tant és perquè no han tingut el mateix accés a l'educació, i que són totalment vàlides per a la vida pública, per governar i per escriure. Amb aquests antecedents arribem al segle xix i just a la primera meitat neixen quatre rellevants figures femenines: Juana de Vega, comtessa de Espoz i Mina; Concepción Arenal; Rosalía de Castro i Emilia Pardo Bazán, totes a la mateixa província de La Corunya. Es tracta d'una època en què la formació de la dona és deficient, les dones són absents als claustres universitaris i viuen recloses en l'esfera de la vida domèstica. Però aquestes dones van tenir la sort de néixer en famílies benestants i poder accedir a una educació. Rosalía va coexistir amb aquestes dones i quan tenia vint anys i escrigué Lieders, Concepción Arenal ja havia publicat el seu primer llibre i Juana de Vega ja havia estat tutora de la reina Isabel II (García Martí, 1977: XCVII).
March (1994: 32-33) situa Castro com a part d'un nou discurs del feminisme internacional que agrupava totes les dones en la denúncia de la seva llibertat lluitant contra una moral social hipòcrita i impedint concedir estatus de vertader el que fou el criteri d'un sector dominant. No sabem si Rosalía de Castro va llegir els assajos de John Stuart Mill i Harriet Taylor Mill, però podria haver-ho fet, ja que els Primers assajos sobre el matrimoni i el divorci foren publicats el 1832, i La emancipación de la mujer el 1851. En en aquest últim assaig de Harriet es tracta, entre moltes altres coses, de la capacitat intel·lectual de la dona i defensa que si encara no ha produït textos de la talla de Shakespeare o Homer ha estat, tan sols, perquè se li ha negat l'accés als coneixements més enllà de les tasques de la llar i de la maternitat. Però no per això li manca la capacitat.